# 琴浦町立船上小学校
琴浦町立船上小学校（ことうらちょうりつ ふなのえしょうがっこう）は、鳥取県東伯郡琴浦町佐崎にある公立小学校。
過疎化による児童数減少に伴い、2014年（平成26年）4月1日、琴浦町立成美小学校・琴浦町立安田小学校・琴浦町立以西小学校を統合して開校した。校舎は旧・成美小のものを使用している。

## 沿革
- 2014年（平成26年）
  - 4月1日 - 設立。
  - 4月8日 - 開校式挙行。

## 通学区域
- 大字中村、太一垣、佐崎、西宮、勝田、出上（牧場を除く）、光、赤碕（上野、東山、南出上）、山川、大父、高岡、宮木、竹内、箆津、八幡、梅田、湯坂、尾張

## 進学先中学校
- 琴浦町立赤碕中学校

## 交通アクセス
- 西日本旅客鉄道（JR西日本）山陰本線 赤碕駅前：琴浦町営バス船上山線 大父・船上山行き「出上」バス停より約500ｍ。